# Beata Della Frattina
Beatrice Della Frattina, detta Beata (Milano, 1921 – Udine, 1996), è stata una traduttrice italiana.

## Biografia
Primogenita di Gustavo della Frattina, di nobile antichissimo casato friulano, ufficiale di fanteria, e di Eugenia Brizzi (figlia di Eugenio, noto impresario teatrale di fine secolo di origine romana e comandante durante il primo conflitto del 206º reggimento Fanteria ll° battaglione della brigata Lambro), fu nipote dell'attore Armando Falconi, di cui la nonna materna Elvira Falconi Brizzi (Napoli, 1870- Milano, 1947) era sorella.
Dopo gli studi classici compiuti al Liceo Beccaria a Milano si laureò, nell'immediato dopoguerra, in lettere moderne presso l'Università Statale di Milano. Ottima conoscitrice della lingua inglese, lavorò per molti anni per Arnoldo Mondadori Editore, traducendo un gran numero di romanzi della collana di narrativa fantascientifica Urania.

## Opere

### Traduzioni
- Philip St. John (pseudonimo di Lester del Rey), Razzi verso il nulla, Milano, Mondadori, 1955
- Lee Correy, Operazione Centauro, Milano, Mondadori, 1955
- Flecher Pratt, Nettunio 237, Milano, Mondadori, 1955
- Roger Dee, Follia planetaria, Milano, Mondadori, 1955
- Jack Williamson, Gli umanoidi, Milano, Mondadori, 1955
- Raymond F. Jones, Il cittadino dello spazio, Milano, Mondadori, 1955
- John Bertram Boland, La morte bianca, Milano, Mondadori, 1955
- Stanton A. Coblentz, Un pianeta e tre stelle, Milano, Mondadori, 1955
- Emily Brontë, Cime tempestose, Milano, Edizioni Labor, 1956
- Eric North, Deserto dei mostri, Milano, Mondadori, 1956
- Richard Holden, Nell'inferno di neve, Milano, Mondadori, 1956
- Isaac Asimov, La fine dell'eternità, Milano, Mondadori, 1956
- David Duncan, L'albero della vita, Milano, Mondadori, 1956
- Francis Didelot, Marea gialla, Milano, Mondadori, 1956
- Leigh Brackett, La spada di Rhiannon, Milano, Mondadori, 1956
- Jerry Sohl, Il pianeta dell'esilio, Milano, Mondadori, 1956
- Charles Eric Maine, Il clandestino dello spazio, Milano, Mondadori, 1956
- Wilson Tucker, L'uomo che veniva dal futuro, Milano, Mondadori, 1956
- Ward Moore, Anniversario fatale, Milano, Mondadori, 1956
- Arthur C. Clarke, Ombre sulla Luna, Milano, Mondadori, 1957
- Frank Dubrez Fawcett, Il varco di Satana, Milano, Mondadori, 1957
- Charles Eric Maine, Crisi 2000, Milano, Mondadori, 1957
- Isaac Asimov, Il sole nudo, Milano, Mondadori, 1957
- Henry Slesar, A 30 milioni di km. dalla Terra, Milano, Mondadori, 1957
- Rex Gordon, Prigioniero del silenzio, Milano, Mondadori, 1958
- Lan Wright, Galassia in fiamme, Milano, Mondadori, 1958
- Jerry Sohl, Il mistero degli asteroidi, Milano, Mondadori, 1958
- James Blish, Il seme tra le stelle, Milano, Mondadori, 1958
- Robert A. Heinlein, La porta sull'estate, Milano, Mondadori, 1959 e 1968
- Philip K. Dick, L'occhio nel cielo, Milano, Mondadori, 1959
- Charles Eric Maine, Il vampiro del mare, Milano, Mondadori, 1959
- Robert Randall (pseudonimo di Robert Silverberg), La grande luce, Milano, Mondadori, 1959
- Mordecai Roshwald, Livello 7, Milano, Mondadori, 1960
- John Glasby, La seconda Terra, Milano, Mondadori, 1960
- John Glasby, L'impossibile ritorno, Milano, Mondadori, 1960
- A. E. van Vogt, Tutto bene a "Carson Planet", Milano, Mondadori, 1960
- Diane De Reyna, Dipartimento scienze spaziali, Milano, Mondadori, 1961
- Murray Leinster, La chiave dello spazio, Milano, Mondadori, 1963
- Frederik Pohl e Cyril M. Kornbluth, Frugate il cielo, Milano, Mondadori, 1963
- Kenneth F. Gantz, L'abitatore, Milano, Mondadori, 1963
- John Creasey, Il diluvio, Milano, Mondadori, 1963
- Philip K. Dick, Vulcano 3, Milano, Mondadori, 1963
- Arthur C. Clarke e James G. Ballard, Otto racconti, Milano, Mondadori, 1963
- Donald Wollheim, Messaggio per Plutone, Milano, Mondadori, 1963
- Laurence Mark Janifer, Il pianeta degli schiavi, Milano, Mondadori, 1964
- Jane Roberts, Evasione nel caos, Milano, Mondadori, 1964
- Harry Harrison, Equipaggio cavia, Milano, Mondadori, 1964
- Harry Harrison, Dietro la macchina, Milano, Mondadori, 1964
- Karl Zeigfried, Il nemico di nebbia, Milano, Mondadori, 1964
- Harry Harrison, La guerra continua, Milano, Mondadori, 1964
- AA.VV., I traditori e altri racconti, Milano, Mondadori, 1964 (con Bianca Russo e Andreina Negretti)
- Murray Leinster, La terra degli Uffts, Milano, Mondadori, 1964 (con Bianca Russo)
- AA.VV., Arena e altri racconti, Milano, Mondadori, 1964 (con Ginetta Pigonolo, Bianca Russo e Andreina Negretti)
- AA.VV., L'ultima trappola e altri racconti, Milano, Mondadori, 1964 (con Ginetta Pignolo)
- AA.VV., Com'era lassù e altri racconti, Milano, Mondadori, 1964 (con altri)
- Frank Long, Il caso della ragazza mascherata, Milano, Mondadori, 1964
- Clifford D. Simak, La casa dalle finestre nere, Milano, Mondadori, 1964
- Frederik Pohl e Jack Williamson, Le scogliere dello spazio, Milano, Mondadori, 1964
- AA.VV., Il guardiano e altri racconti, Milano, Mondadori, 1964 (con altre)
- AA.VV., Contatto col nemico, Milano, Mondadori, 1964 (con altri)
- AA.VV., I fantasmi della radura e altri racconti, Milano, Mondadori, 1964
- AA.VV., Incidente a Leonta City e altri racconti, Milano, Mondadori, 1964 (con altri)
- AA.VV., K.94 chiama Terra e altri racconti, Milano, Mondadori, 1965 (con Antonangelo Pinna)
- Norman Spinrad, La salamandra, Milano, Mondadori, 1965
- AA.VV., Richiamo all'ordine e altri racconti, Milano, Mondadori, 1965
- AA.VV., Morte per fuoco e altri racconti, Milano, Mondadori, 1965
- Jack Vance, Le case di Iszm, Milano, Mondadori, 1965
- AA.VV., Il sesto palazzo e altri racconti, Milano, Mondadori, 1965 (con Floriana Bossi ed Enrica La Viola)
- Eric Frank Russell, La macchina dei delitti, Milano, Mondadori, 1965
- AA.VV., I nemici di Gree e altri racconti, Milano, Mondadori, 1965 (con Bianca Russo ed Enrica La Viola)
- AA.VV., Ricerche Alfa e altri racconti, Milano, Mondadori, 1965 (con Renata Forti ed Enrica La Viola)
- Irwin Lewis, Il giorno che invasero New York, Milano, Mondadori, 1965
- Frederik Pohl e Jack Williamson, Il fantasma dello spazio, Milano, Mondadori, 1965
- Eric Frank Russell, Io e la mia ombra, Milano, Mondadori, 1965
- AA.VV., I dannati di Gree e altri racconti, Milano, Mondadori, 1965
- Charles Eric Maine e Bruce Walton Ronald, Mondo di donne - Il sostituto, Milano, Mondadori, 1965 (con Renata Forti)
- Norman Spinrad, Soggettività, Milano, Mondadori, 1966
- Mack Reynolds, Torna a casa, terrestre!, Milano, Mondadori, 1966
- Poul Anderson, L'uomo venuto troppo presto, Milano, Mondadori, 1966
- AA.VV., Rotostrada nº 20 e altri racconti, Milano, Mondadori, 1966 (con Bianca Russo)
- Christopher Anvil, Quando le macchine si fermeranno, Milano, Mondadori, 1966
- Kate Wilhelm e Theodore L. Thomas, Dalle fogne di Chicago, Milano, Mondadori, 1966
- A. E. van Vogt, Pianeti da vendere, Milano, Mondadori, 1966
- L. P. Davies, Psicospettro, Milano, Mondadori, 1967
- AA.VV., Il bambino nel forno, Milano, Mondadori, 1967 (con altri)
- AA.VV., Storie del bene e del male, Milano, Mondadori, 1967 (con Hilia Brinis)
- John Christopher, Una ruga sulla Terra, Milano, Mondadori, 1967
- AA.VV., Sette chiavi per l'ignoto, Milano, Mondadori, 1967 (con Bianca Russo)
- Mack Reynolds, Il segreto delle Amazzoni, Milano, Mondadori, 1967
- AA.VV., Le strade dell'invasione, Milano, Mondadori, 1967 (con Maria Benedetta De Castiglione)
- AA.VV., Il secondo libro delle metamorfosi, Milano, Mondadori, 1968 (con Maria Benedetta De Castiglione)
- AA.VV., Nuove strade dell'invasione, Milano, Mondadori, 1967 (con Mario Galli)
- Mack Reynolds e Keith Laumer, Fantalmanacco, Milano, Mondadori, 1967 (con Mario Galli e Renata Forti)
- Henry Kenneth Bulmer, Le gabbie dell'infinito, Milano, Mondadori, 1967
- Robert Silverberg, Quellen, guarda il passato!, Milano, Mondadori, 1968
- Jeff Sutton, Super-H sull'America, Milano, Mondadori, 1968
- AA.VV., La sposa n.91, Milano, Mondadori, 1968 (con Mario Galli e Maria Benedetta De Castiglione)
- A. Bertram Chandler, Le vie della frontiera, Milano, Mondadori, 1968
- L. P. Davies, Lo straniero, Milano, Mondadori, 1969
- Dean Koontz, Jumbo-10 il rinnegato, Milano, Mondadori, 1969
- Charles Eric Maine, Il vampiro del mare, Milano, Mondadori, 1969
- William Tenn, Gli uomini nei muri, Milano, Mondadori, 1969
- Daphne du Maurier, Spirito d'amore, Milano, Mondadori, 1969
- Arthur C. Clarke, La sentinella, Milano, Mondadori, 1969
- Frank Belknap Long, In una piccola città, Milano, Mondadori, 1969
- Eric Frank Russell, Uomini, marziani e macchine, Milano, Mondadori, 1969
- Poul Anderson, Mondo senza stelle, Milano, Mondadori, 1969
- A. Bertram Chandler, Nuove vie della frontiera, Milano, Mondadori, 1969
- Chloe Zerwick e Harrison Brown, Messaggio da Cassiopea, Milano, Mondadori, 1970
- Harry Harrison, La città degli Aztechi, Milano, Mondadori, 1970
- Jeff Sutton, Sparate a vista su John Androki, Milano, Mondadori, 1970
- Sterling E. Lanier, Le fantastorie del Brigadiere, Milano, Mondadori, 1970
- Arthur C. Clarke (a cura di), La fabbrica dei flagelli, Milano, Mondadori, 1970
- Charles Leonard Harness, Paradosso cosmico, Milano, Mondadori, 1970
- AA.VV., Giochi di società, Milano, Mondadori, 1970 (con Mario Galli e Angela Campana)
- Clifford D. Simak, L'immaginazione al potere, Milano, Mondadori, 1971
- Jack Vance, Naufragio sul pianeta Tschai, Milano, Mondadori, 1971
- Jack Vance, Le insidie di Tschai, Milano, Mondadori, 1971
- Jack Vance, I tesori di Tschai, Milano, Mondadori, 1971
- Jack Vance, Fuga da Tschai, Milano, Mondadori, 1971
- George Henry Smith, Il "ponte di quattro giorni, Milano, Mondadori, 1971
- L. P. Davies, La valle condannata, Milano, Mondadori, 1971
- Bob Shaw, Cronomoto, Milano, Mondadori, 1971
- Harris Moore, Direttiva primaria, Milano, Mondadori, 1972
- Isaac Asimov, Neanche gli dei, Milano, Mondadori, 1972
- John Rackham, Pianeta di disciplina, Milano, Mondadori, 1972
- AA.VV., Antologia scolastica, Milano, Mondadori, 1972 (con Anna Maria Valente e Giorgio Monicelli)
- AA.VV., Antologia scolastica n. 2, Milano, Mondadori, 1972
- AA.VV., Antologia scolastica n. 3, Milano, Mondadori, 1972
- Michael Elder, Trist lo straniero, Milano, Mondadori, 1972
- Chad Oliver, Le rive di un altro mare, Milano, Mondadori, 1972
- Barrington J. Bayley, Dai bassifondi di Klittmann City, Milano, Mondadori, 1972
- Lou Cameron, Cybernia, Milano, Mondadori, 1973
- Bob Shaw, Altri giorni, altri occhi, Milano, Mondadori, 1973
- Dean Koontz, Ladri di tempo, Milano, Mondadori, 1973
- Isaac Asimov, Asimov Story, Milano, Mondadori, 1973 (4 voll.)
- Arthur C. Clarke, Incontro con Rama, Milano, Mondadori, 1973
- A. Bertram Chandler, I coloni di Morrow, Milano, Mondadori, 1974
- Larry Niven, Reliquia dell'impero, Milano, Mondadori, 1974
- Kit Pedler e Gerry Davis, Lebbra antiplastica, Milano, Mondadori, 1974
- Howard Fast, La mano, Milano, Mondadori, 1974
- Lester del Rey, Invasori e invasati, Milano, Mondadori, 1974
- Clifford D. Simak, Fuga dal futuro, Milano, Mondadori, 1974
- Edward Wellen, Cosa nostra che sei nei cieli, Milano, Mondadori, 1974
- Thomas Page, La piaga Efesto, Milano, Mondadori, 1975
- James Sutherland, L'osservatorio, Milano, Mondadori, 1975
- AA.VV., Prove di maturità, Milano, Mondadori, 1975
- Keith Laumer, Minaccia dagli Hukk, Milano, Mondadori, 1975
- Wilson Tucker, I guerrieri nel ghiaccio, Milano, Mondadori, 1975
- AA.VV., Pistolero fuori tempo, Milano, Mondadori, 1975
- Charles Logan, Naufragio, Milano, Mondadori, 1975
- Neal Barrett, Andrew il disturbatore, Milano, Mondadori, 1975
- Kit Pedler e Gerry David, Dynostar, Milano, Mondadori, 1975
- Arthur C. Clarke, Terra imperiale, Milano, Mondadori, 1976
- Robert Sheckley, Opzioni, Milano, Mondadori, 1976
- Keith Laumer, Oltre l'orbita di Giove, Milano, Mondadori, 1976
- Murray Leinster, I Greks portano doni, Milano, Mondadori, 1976
- Isaac Asimov, Testi e note n. 1 e n. 2, Milano, Mondadori, 1976
- Eric Frank Russell, I topi meccanici, Milano, Mondadori, 1976
- Hugh Zachary, Il campo degli UFO, Milano, Mondadori, 1976
- James G. Ballard, Il condominio, Milano, Mondadori, 1976
- Lin Carter, La torre sull'orlo del tempo, Milano, Mondadori, 1976
- Ben Bova, 'Il presidente moltiplicato, Milano, Mondadori, 1977
- George O'Toole, Un agente dall'aldilà, Milano, Mondadori, 1977
- Roger Dixon, Arca seconda, Milano, Mondadori, 1977
- James Herbert, Il superstite, Milano, Mondadori, 1977
- Perry Anthony Chapdelaine, L'inferno nelle paludi, Milano, Mondadori, 1977
- Agatha Christie, Dieci piccoli indiani, Milano, Mondadori, 1977
- Donald J. Pfeil, Viaggio a un sole dimenticato, Milano, Mondadori, 1977
- Dean Koontz, Sogno dentro sogno, Milano, Mondadori, 1977
- Isaac Asimov, Antologia del bicentenario, Milano, Mondadori, 1977 (2 voll.)
- James P. Hogan, Lo scheletro impossibile, Milano, Mondadori, 1978
- Hugh Zachary, Il morbo di San Francesco, Milano, Mondadori, 1978
- Wilson Tucker, L'uomo che veniva dal futuro, Milano, Mondadori, 1978
- AA.VV., Il dilemma di Benedetto XVI, Milano, Mondadori, 1978 (con Rosella Sanità)
- Rex Gordon, I mondi di Eklos, Milano, Mondadori, 1978
- Isaac Asimov, Antologia personale, Milano, Mondadori, 1978 (con Hilia Brinis)
- James G. Ballard, Incubo a quattro dimensioni, Milano, Mondadori, 1978 (con Hilia Brinis, Lidia Lax e Stefano Tarozzi)
- James White, Partenza da zero, Milano, Mondadori, 1978
- Robert Sheckley, Il matrimonio alchimistico di Alistair Crompton, Milano, Mondadori, 1978
- AA.VV., Il punto nero, Milano, Mondadori, 1978 (con Riccardo Calzeroni)
- Joe Haldeman, Il pianeta del giudizio, Milano, Mondadori, 1978
- Clifford D. Simak, Mastodonia, Milano, Mondadori, 1978
- James G. Ballard, Il gigante annegato, Milano, Mondadori, 1978
- Robert Sheckley, Il robot che sembrava me, Milano, Mondadori, 1979
- Ian Watson, La doppia faccia degli UFO, Milano, Mondadori, 1979
- F. Paul Wilson, Intrigo interstellare, Milano, Mondadori, 1979
- Bernhardt J. Hurwood, L'attacco delle tarantole, Milano, Mondadori, 1979
- Ted White, Nato d'uomo e di macchina, Milano, Mondadori, 1979
- Ted White, La seconda missione di Bob Tanner, Milano, Mondadori, 1979
- M. John Harrison, La città del lontanissimo futuro, Milano, Mondadori, 1979
- David Gerrold, Superbestia, Milano, Mondadori, 1979
- Brian Daley, Ian Solo, guerriero stellare, Milano, Mondadori, 1980
- William Walling, La terra che ho lasciato dietro di me, Milano, Mondadori, 1980
- Dennis Palumbo, Guerra tra le metropoli, Milano, Mondadori, 1980
- Gordon Williams, La colonia dei micronauti, Milano, Mondadori, 1980
- E. C. Tubb, La macchina della fortuna, Milano, Mondadori, 1980
- Henry Kenneth, Le gabbie dell'infinito, Milano, Mondadori, 1980
- Frank Belknap Long, In una piccola città, Milano, Mondadori, 1981
- Philip Empson High, Il metodo degli Asdrake, Milano, Mondadori, 1981
- D. F. Jones, Xeno, l'abominio che ci aspetta, Milano, Mondadori, 1981
- Jack Williamson, Il ritorno degli umanoidi, Milano, Mondadori, 1982
- Robert Charles, Sanguivora, Milano, Mondadori, 1982
- John Paton, La lunga morte del colonnello Porter, Milano, Mondadori, 1982
- Arthur Tofte, Naufragio sul pianeta Iduna, Milano, Mondadori, 1982
- James P. Hogan, La Stella dei Giganti, Milano, Mondadori, 1982
- C. J. Cherryh, Diga sul pianeta Hestia, Milano, Mondadori, 1982
- James Kahn, Tempo di mostri, fiume di dolore, Milano, Mondadori, 1982
- A.C.H. Smith, Dark Crystal, Milano, Mondadori, 1983
- D. F. Jones, Sarà un futuro d'inferno, Milano, Mondadori, 1983
- James Kahn, L'oscuro fiume del tempo, Milano, Mondadori, 1983
- James R. Berry, Starbright contro l'Orda Nera, Milano, Mondadori, 1983
- Garry Kilworthy, La legge dei soal, Milano, Mondadori, 1983
- Ben Bova, La prova del fuoco, Milano, Mondadori, 1983
- Mark Ronson, La fossa degli appestati, Milano, Mondadori, 1984
- Richard Laymon, La Casa della Bestia, Milano, Mondadori, 1984
- Brian Kinsey-Jones, I Reggimenti della Notte, Milano, Mondadori, 1984
- Alan Ryan, La "cosa" dei Monti Catskill, Milano, Mondadori, 1984
- John Maddox Roberts, Viaggio in fondo alle stelle, Milano, Mondadori, 1984
- Mike Resnick, Il mangiatore d'anime, Milano, Mondadori, 1984
- Drew Lamark, I serpenti sugli alberi, Milano, Mondadori, 1984
- Mike Resnick, Il pianeta di Satana, Milano, Mondadori, 1984
- Octavia E. Butler, Incidente nel deserto, Milano, Mondadori, 1985
- Mike Resnick, Il tronco di Davide, Milano, Mondadori, 1985
- Nathan Butler, L'uomo nelle rovine, Milano, Mondadori, 1985
- Bob Shaw, Autocombustione umana, Milano, Mondadori, 1985
- Manly Wade Wellmann, Non svegliare il Gram che dorme, Milano, Mondadori, 1985
- Stephen King, La lunga marcia, Milano, Mondadori, 1985